# Departamento de Valparaíso
El Departamento de Valparaíso fue una división territorial de Chile, que pertenecía a la Provincia de Santiago. La cabecera del departamento fue Valparaíso. Fue creado sobre la base del antiguo Partido de Valparaíso. En 1842 pasa a integrar la Provincia de Valparaíso junto con el Departamento de Casablanca; y al Departamento de Quillota segregado de la provincia de Aconcagua. Años después se reestructura, generando dos departamentos más. En 1891, el departamento se divide en la Municipalidad de Valparaíso, conformada por 5 circunscripciones urbanas y la Municipalidad de Viña del Mar. En 1916 la Isla de Pascua se convierte en subdelegación del Departamento. El 30 de diciembre de 1927, con el DFL 8582, es incorporado el Departamento de Limache y el Departamento de Casablanca, que conforman el nuevo Departamento de Valparaíso. Así integra la nueva Provincia de Aconcagua.
De acuerdo al DFL 8582: 
"El departamento de Valparaíso estará formado por el territorio de los actuales departamentos de Limache, Valparaíso y Casablanca, por la parte de la antigua subdelegación 5.a Lepe, del actual departamento de Melipilla, que queda al Norte de la línea de cumbres entre el cerro del Roble Alto y el cerro de Las Cardas,pasando por el Alto de Carén, el cerro de Los Morros y el paso de los Padrones sobre el Estero de Puangue."
Con el DFL 8583, se divide el Departamento en subdelegaciones y comunas de acuerdo a los límites establecidos en este decreto con fuerza de ley. En 1936, se restituye la provincia de Valparaíso y se vuelve a crean nuevos departamentos a partir de este.

## Límites
El Departamento de Valparaíso limitaba:
- al norte con el Departamento de Quillota.
- al oeste con el Océano Pacífico.
- al sur con el Departamento de Melipilla, y después con el Departamento de San Antonio.
- Al este con el Departamento de Casablanca.

Desde 1928 el Departamento de Valparaíso limitaba:
- al norte con el Departamento de Quillota.
- al oeste con el Océano Pacífico.
- al sur con el Departamento de San Antonio.
- Al este con el Departamento de Santiago.

## Administración
La Ilustre Municipalidad de Valparaíso se encargaba de la administración local del departamento, con sede en Valparaíso, en donde se encontraba la Gobernación Departamental, y después la Intendencia Provincial.
El Decreto del 31 de mayo de 1878 crea la Municipalidad de Viña del Mar en el territorio de la Subdelegación N.º 23 del Departamento de Valparaíso.
La instalación de la nueva municipalidad tiene lugar el día 4 de mayo de 1879. Las reuniones iniciales se efectuaron en casa del subdelegado José Francisco Vergara.
En la primera sesión ordinaria de la Municipalidad, realizada el 7 de mayo de 1878, se nombró: 
- Primer Alcalde, don Antonio Subercaseaux;
- Segundo alcalde, don Andrés Rojas y
- Tercer alcalde, don José Luis de Ferrari.
- Regidores Titulares: Augusto Kiel, Antonio Piña, Pedro Guarachi y Julio Bernstein; Suplentes, José Tomás Ramos y Ramos, Oscar Schroders y Roberto Guzmán.

Todos ellos se desempeñaran hasta el 7 de mayo de 1882.
Con el Decreto de Creación de Municipalidades del 22 de diciembre de 1891, se crean las siguientes circunscripciones† urbanas, cuyos territorios son las subdelegaciones detalladas a continuación, que conforman la Municipalidad de Valparaíso:
| Circunscripción | Subdelegaciones          |
| --------------- | ------------------------ |
| Las Zorras      | 1a, Las Zorras           |
| Las Zorras      | 2a, Placilla de Peñuelas |
| Las Zorras      | 20a, Waddington          |
| Cordillera      | 3a, Playa Ancha          |
| Cordillera      | 4a, La Matriz            |
| Cordillera      | 5a, San Francisco        |
| Cordillera      | 6a, Cordillera           |
| Cordillera      | 7a, Serrano              |
| San Agustín     | 8a, Cruz de Reyes        |
| San Agustín     | 9a, Orden                |
| San Agustín     | 10a, San Juan de Dios    |
| San Agustín     | 11a, La Victoria         |
| San Agustín     | 12a, Aguada              |
| San Agustín     | 13a, Jaime               |
| Delicias        | 14a, San Ignacio         |
| Delicias        | 15a, Hospital            |
| Delicias        | 16a, Merced              |
| Delicias        | 17a, Cardonal            |
| Delicias        | 18a, Las Delicias        |
| Delicias        | 19a, Providencia         |
| Barón           | 21a, Estación            |
| Barón           | 22a, Barón               |
| Barón           | 23a, Matadero            |

† En la Ley de Comuna Autónoma, se señala como circunscripción. En el Decreto de Creación de Municipalidades, se señala municipalidad (división territorial), que corresponde a la circunscripción para los efectos de la elección de municipales que integran la Municipalidad de Valparaíso (institución administrativa). Hay 3 municipales por circunscripción que forman una junta local. A la municipalidad como división territorial, posteriormente a 1891, se le llama también comuna. Finalmente este último término es reconocido constitucionalmente con la Constitución de 1925.
A su vez, con el Decreto de Creación de Municipalidades del 22 de diciembre de 1891, se crea la siguiente municipalidad, con su sede y cuyo territorio es la subdelegación detallada a continuación:
| Municipalidad Sede | Subdelegaciones   |
| ------------------ | ----------------- |
| Viña del Mar       | 24a, Viña del Mar |

En 1927 con el DFL 8582 se modifica la composición del departamento y con el DFL 8583 se definen las nuevas comunas-subdelegaciones, que entran en vigor el año 1928.

## Subdelegaciones
Las subdelegaciones, cuyos límites asigna el decreto del 18 de julio de 1888, son las siguientes:
- 1a, Las Zorras
- 2a, Placilla de Peñuelas
- 3a, Playa Ancha
- 4a, La Matriz
- 5a, San Francisco
- 6a, Cordillera
- 7a, Serrano
- 8a, Cruz de Reyes
- 9a, Orden
- 10a, San Juan de Dios
- 11a, La Victoria
- 12a, Aguada
- 13a, Jaime
- 14a, San Ignacio
- 15a, Hospital
- 16a, Merced
- 17a, Cardonal
- 18a, Las Delicias
- 19a, Providencia
- 20a, Waddington
- 21a, Estación
- 22a, Barón
- 23a, Matadero
- 24a, Viña del Mar

## Comunas y Subdelegaciones (1927)
De acuerdo al DFL 8583 del 30 de diciembre de 1927, en el Departamento de Valparaíso se crean las comunas y subdelegaciones con los siguientes territorios:
- Valparaíso.- Comprende las antiguas subdelegaciones: 1.a, Las Zorras; 2.a, Placilla de Peñuelas; 3.a, Playa Ancha; 4.a, La Matriz; 5.a, San Francisco; 6.a, Cordillera; 7.a, Serrano; 8.a, Cruz de Reyes; 9.a, Orden; 10.a, San Juan de Dios; 11.a, La Victoria; 12.a, Aguada; 13.a, Jaime; 14.a, San Ignacio; 15.a, Hospital; 16.a, Merced; 17.a, Cardonal; 18.a, Las Delicias; 19.a, Providencia; 20.a, Waddington; 21.a, Estación; 22.a, Barón, y 23.a, Matadero, y las islas de Pascua, Sala y Gómez y Juan Fernández.
- Viña del Mar.- Comprende la antigua subdelegación 24.a, Viña del Mar, y la antigua subdelegación 6.a, Concón, del antiguo departamento de Limache.
- Limache.- Comprende las antiguas subdelegaciones: 1.a Limache Alto; 2.a, Limache Bajo; 3.a, Olmué; 4.a Quebrada de Alvarado; 5.a, San Francisco, y 8.a, Quebrada de Escobares, del antiguo departamento de Limache.
- Quilpué.- Comprende las antiguas subdelegaciones: 7.a, Quilpué, y 9.a, Villa Alemana, del antiguo departamento de Limache, la antigua subdelegación 8.a, Margamarga, del antiguo departamento de Casablanca, y la parte de la antigua subdelegación 5.a, Lepe, del actual departamento de Melipilla, que ha quedado comprendida dentro del departamento de Valparaíso.
- Casablanca.- Comprende las antiguas subdelegaciones: 1.a, Villa Cabecera; 2.a, Tapihue; 3.a, Las Dichas; 4.a, Lagunillas; 5.a, Algarrobo; 6.a, San José, y 7.a, Lo Vásquez, del antiguo departamento de Casablanca.